# Borikovo, Smolean
Borikovo (în bulgară Бориково) este un sat în comuna Smolean, regiunea Smolean,  Bulgaria. 

## Demografie
Componența etnică a satului Borikovo
     Bulgari (41,17%)
     Nicio identificare (58,82%)
     Altele (0%)
La recensământul din 2011, populația satului Borikovo era de 34 locuitori. Nu există o etnie majoritară, locuitorii fiind  și bulgari (41,17%). Pentru 58,82% din locuitori nu este cunoscută apartenența etnică.